# Daneliya Tuleshova

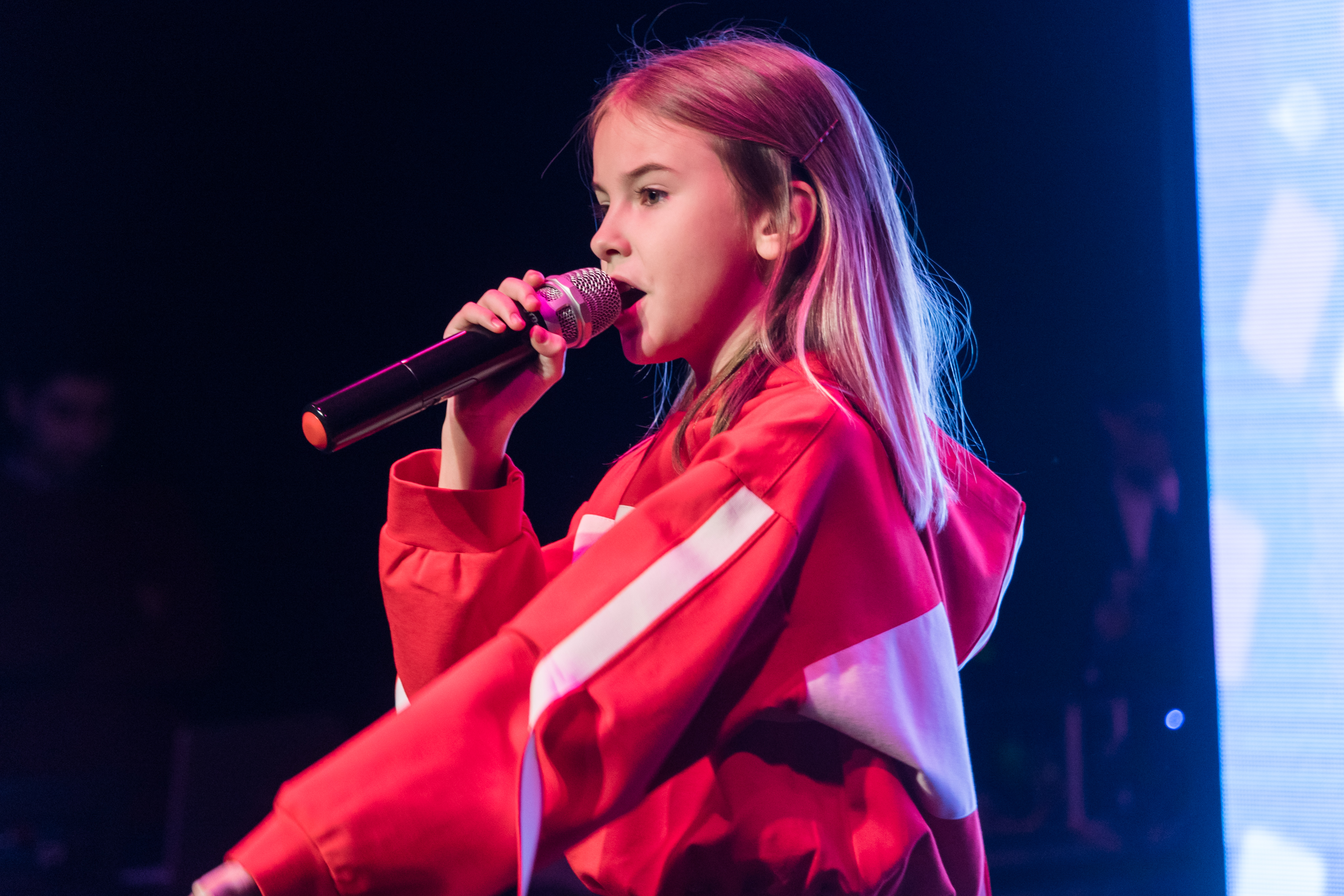
Daneliya Tuleshova en el concierto Hour of Kazakhstan

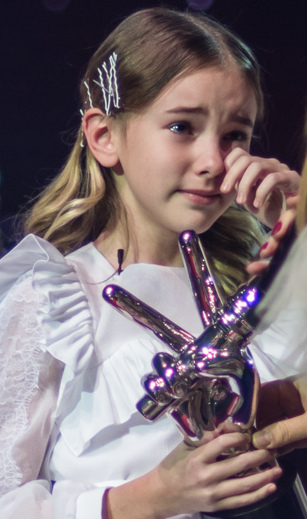
Voz definitiva. Niña, Entrega del premio Daneliya Tuleshova

Daneliya Tuleshova (en kazajo: Данэлия Төлешова, romanizado: Danélïya Tóleshova; Astaná, 18 de julio de 2006) es una cantante kazaja. Representó a Kazajistán en el Festival de la Canción de Eurovisión Junior 2018 en Minsk (Bielorrusia) con su canción «Ózińe sen!» (en kazajo: Aprovecha el tiempo), terminando sexta.
Antes de Eurovisión Júnior, ganó la cuarta temporada de Holos Dity (versión de The Voice Kids en Ucrania) y fue finalista en la Nueva Ola Infantil 2015. En 2019, participó en el programa estadounidense The World's Best, representando a su país junto a Dimash Kudaibergen. Fue finalista en la temporada 15 de America's Got Talent.

## Primeros años
Sus padres son Elena Tuleshova y Alexander Tuleshov, ambos de familias mixtas de kazajos y tártaros que viven en la actual Kazajistán durante años. Tiene dos hermanos menores.
Después de recuperarse de una lesión de gimnasia a la edad de cuatro años, comenzó a practicar bailes de salón. También tomó clases de danza contemporánea en Almaty y simultáneamente asistió a clases de actuación y canto. A fines de 2018, cursaba sexto grado en la Escuela-Liceo N.º 56 de Astaná, donde se concentraba en matemáticas. Aunque Daneliya nació en Astaná (llamada Nursultán entre 2019 y 2022), dijo en una entrevista con la productora de videos kazaja Rauana Kokumbaeva que se publicó en YouTube en febrero de 2019 que ella considera Almaty como su ciudad natal.

## Carrera profesional

### Inicios de carrera

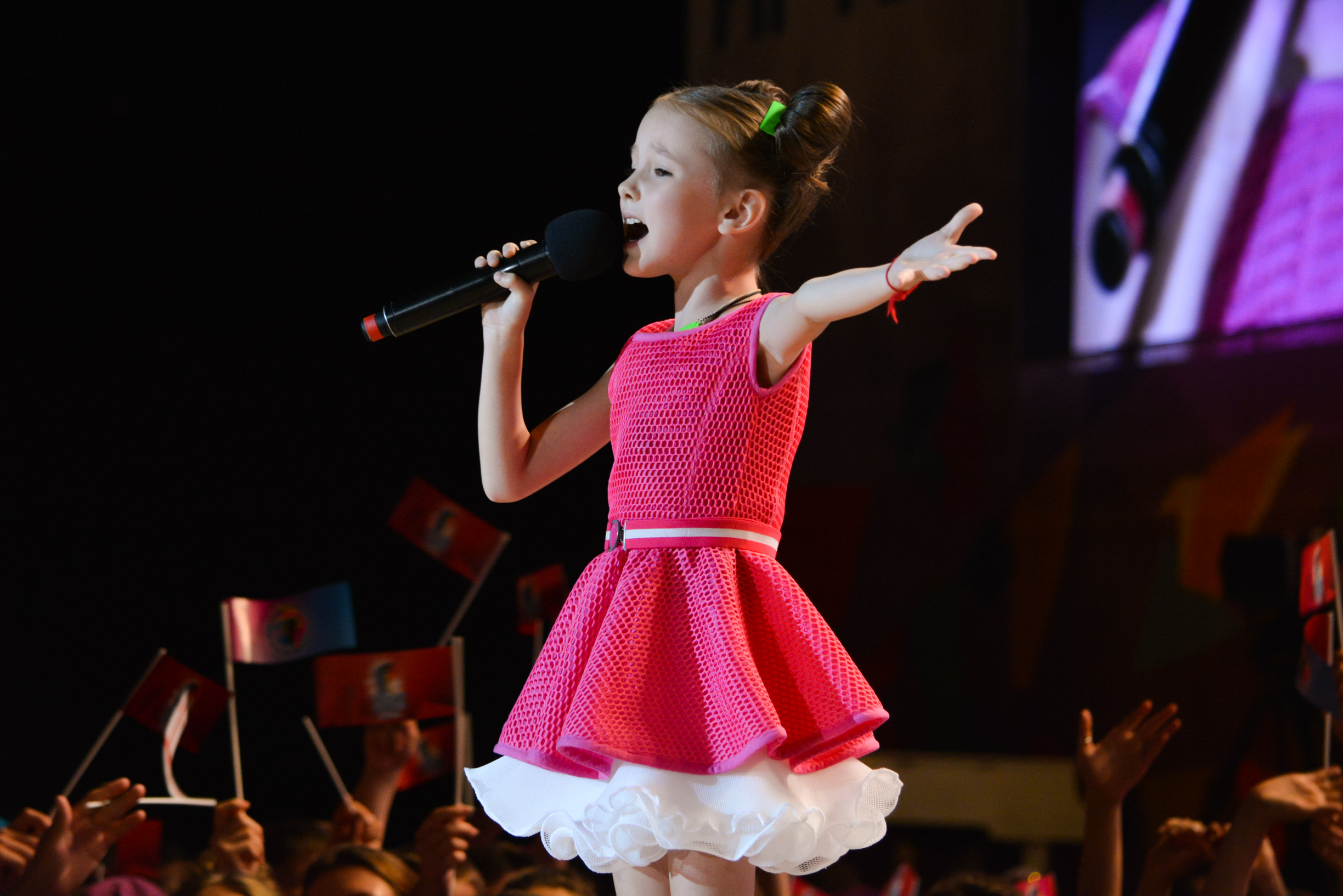
Tuleshova actuando en la Nueva Ola Infantil de 2015 en Sochi, Rusia.

A la edad de ocho años, fue descubierta por los organizadores del concurso de canto kazajo Ayaglagan Astana (en kazajo: Аялаған Астана), que funcionó como ronda de selección de la famosa Nueva Ola Infantil (en ruso: Детская Новая Волна), un concurso internacional para jóvenes intérpretes que se celebra anualmente en Rusia. En 2015, Daneliya ganó la competencia kazaja y llegó a la final de la Nueva Ola Infantil, donde ganó el Premio del Público.

### 2017-2018:The Voice Kids Ucraniay Eurovisión Júnior

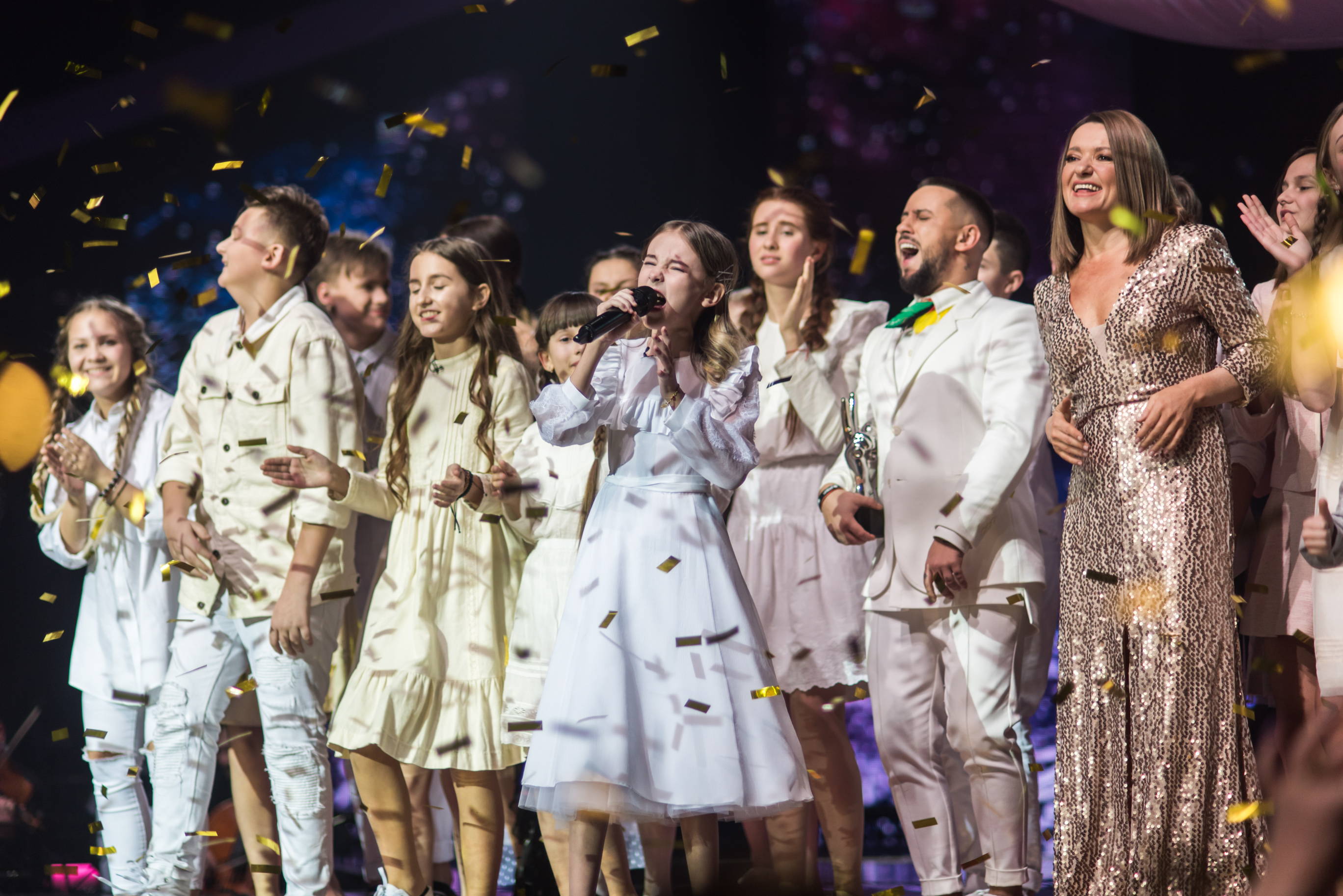
Tuleshova actuando después de ganar The Voice Kids Ucrania.

En enero de 2017, Tuleshova participó en el concurso internacional de canto Hopes of Europe, donde ganó el gran premio. Más tarde ese mismo año, audicionó para la temporada 4 de Holos Dity (versión de The Voice Kids en Ucrania). Durante las audiciones a ciegas, interpretó la canción «Stone Cold» de Demi Lovato. Los tres entrenadores; Monatik, Natalia Mohylevska y Vremya i Steklo, «voltearon sus sillas» para ella; ella eligió Monatik. Después de pasar todas las etapas, llegó a la gran final. Allí, interpretó la canción «Ne tvoya viyna» y finalmente fue anunciada como la ganadora del concurso a los 10 años. En ese momento, fue la primera no ucraniana en ganar.

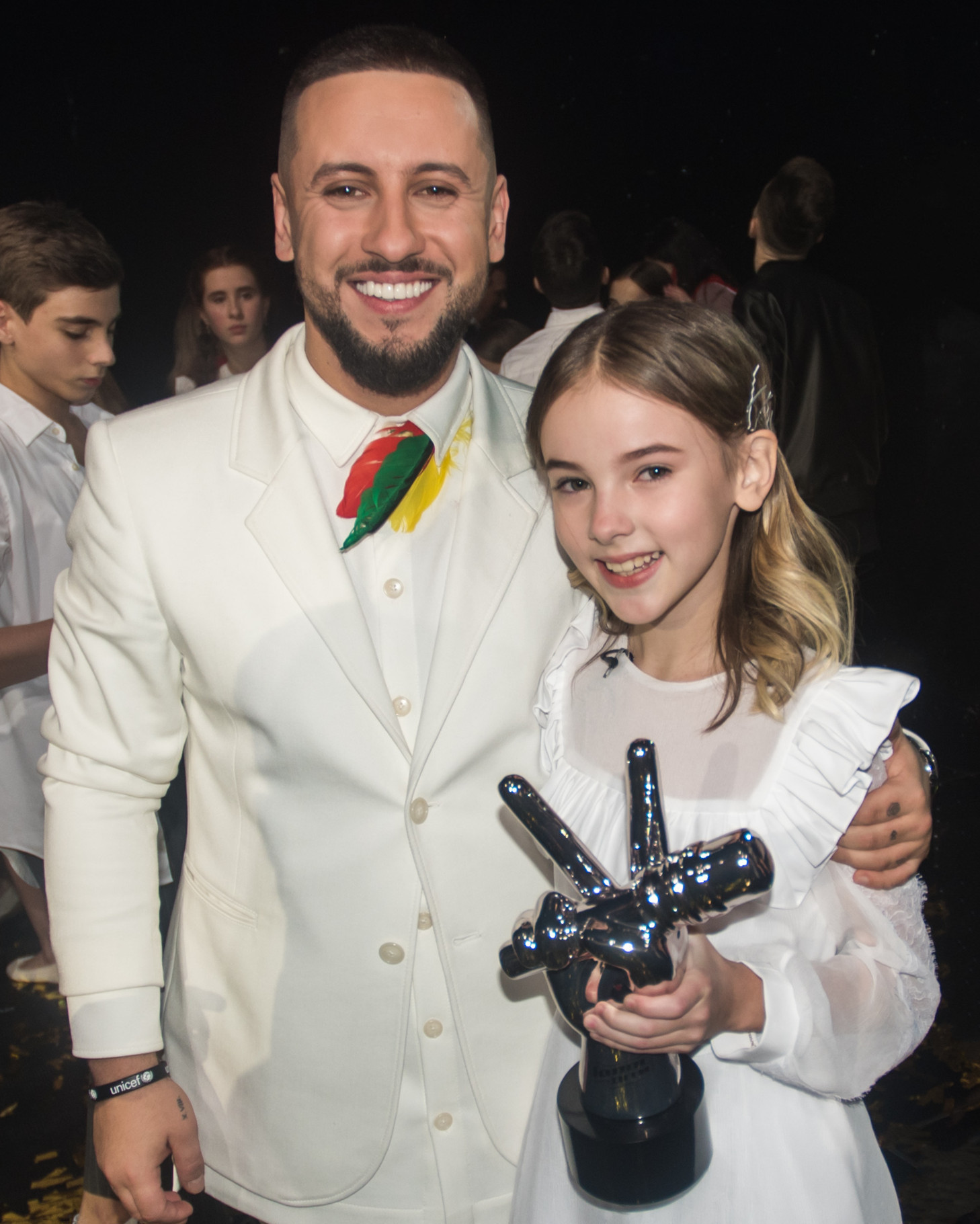
Daneliya gana The Voice Kids Ucrania (con su entrenador Monatik).

En marzo de 2018, Tuleshova ganó el premio Glimpse into the Future en los primeros premios International Professional Music Premium BraVo en Moscú. Después de recibir su premio, junto a la cantante francesa Zaz, interpretó «Je veux».
El 22 de septiembre de 2018, fue seleccionada para representar a Kazajistán en el Festival de la Canción de Eurovisión Junior 2018 en Minsk, Bielorrusia con la canción «Ózińe sen!», escrita por Tuleshova, Artiom Kuzmenkov y Kamila Dairova y compuesta por Iván Lopujov. Al final de la votación había recibido 171 puntos, 68 puntos de los jurados internacionales y 103 puntos del voto popular, y terminó en sexto lugar. El 21 de octubre de 2018 se publicó una versión en inglés de «Ózińe sen!», titulada «Seize the Time».

### 2019:Los mejores del mundo
En 2019, Tuleshova audicionó para el programa de talentos de la televisión estadounidense The World's Best, interpretando la canción «Rise Up», interpretada originalmente por Andra Day. En las rondas de batalla, venció a la japonesa Manami Ito para clasificar a las rondas de campeones. Allí, interpretó «What About Us» pero finalmente fue eliminada de la competencia, ubicándose entre los 8 primeros.

### 2020: Da NeL yAmerica's Got Talent
En 2020, estaba programado que Daneliya tuviera un concierto en Texas (Estados Unidos). Sin embargo este se canceló debido a la pandemia de COVID-19.
En febrero de 2020, Daneliya anunció en una entrevista al canal de televisión kazajo Gakku TV que lanzaría un nuevo proyecto musical bajo el nombre artístico «Da NeL». Su primer sencillo como «Da NeL», «хзчздз» (Nadie sabe cuál es la tarea), se estrenó en YouTube el 4 de febrero de 2020. Su segundo sencillo, «Мой день» (My Day), se estrenó en abril de 2020. Los sencillos exitosos son «OMG» y «FIRE», que se estrenaron respectivamente en mayo y junio de 2020.
En junio, hizo una audición para America's Got Talent cantando «Tears of Gold» de Faouzia y aprobó con un sí de los jueces Simon Cowell, Sofía Vergara, Heidi Klum y Howie Mandel. Su actuación fue elogiada por Faouzia, quien describió su voz y presencia en el escenario como asombrosas. Ella avanzó a los shows en vivo, interpretando «Sign of the Times» de Harry Styles en los cuartos de final del 18 de agosto. También avanzó a las semifinales mediante la votación popular en línea. Actuó con «Who You Are» de Jessie J y avanzó a la final. Para su última actuación, cantó «Alive» de Sia. No avanzó al top 5 y finalmente se ubicó en el sexto lugar.

## Discografía
| Año  | Título                                                                 | Idioma               |
| ---- | ---------------------------------------------------------------------- | -------------------- |
| 2016 | Космос (Inglés: Cosmos)                                                | ruso                 |
| 2016 | Другие (Romanizado: Drugiye, Inglés: Otros)                            | ruso                 |
| 2018 | Ózińe sen (inglés: Seize the Time)                                     | Kazajo, inglés       |
| 2018 | Aprovecha el tiempo (versión solo en inglés de Ózińe sen)              | inglés               |
| 2019 | Mamá                                                                   | Kazajo               |
| 2019 | No cha                                                                 | inglés               |
| 2020 | ХЗЧЗДЗ (Romanizado: KhZChZDZ, Nadie sabe cuál es la tarea) como Da NeL | Ruso Inglés          |
| 2020 | Lustroso                                                               | inglés               |
| 2020 | Мой день (Inglés: My Day) como Da NeL                                  | Ruso, inglés, kazajo |
| 2020 | Dios mío (como Da NeL)                                                 | Ruso Inglés          |
| 2020 | FUEGO (como Da NeL)                                                    | Ruso Inglés          |
| 2021 | Como solías hacerlo                                                    | inglés               |
| 2021 | Suerte la mía                                                          | inglés               |